# 特利卡
特利卡（西班牙語：Telica），是尼加拉瓜的城鎮，位於該國西部，由萊昂省負責管轄，始建於1871年，面積393.67平方公里，海拔高度129米，2005年人口23,266，人口密度每平方公里59.05人。
12°31′N 86°52′W / 12.517°N 86.867°W